# Mikael den store
Mikael den store (syriska: ܡܝܟܐܝܠ ܪܒܐ), också känd som Mikael syriern (syriska: ܡܝܟܐܝܠ ܣܘܪܝܝܐ), född 1126, död den 7 november 1199, var patriark av den syrisk-ortodoxa kyrkan åren 1166–1199. Han är främst känd för att ha skrivit den längsta och mest omfattande bevarade syriska världskrönikan – måhända den längsta medeltida krönikan över huvud taget – och den avhandlar tiden från världens tillblivelse fram till Mikaels egen tid.

## Levnadsteckning
Mikaels liv finns beskrivet av den syrisk-ortodoxe patriarken Gregorius Bar-Hebraeus (1226–1286), i den icke namngivna Krönikan till år 1234 och i Mikaels egen syriska världskrönika. Mikael föddes i Melitene, nuvarande Malatya i sydöstra Turkiet, år 1126. Melitene var beläget vid Eufrats högra strand, sett till den riktning floden flyter, och var ett av den syriska kristendomens viktigaste samtida centra. Hans far Elia från familjen Kindasi, var präst i Melitene där han verkade som abbot i klostret Mār Barṣaumā, vilket var säte för det syrisk-ortodoxa patriarkatet från 1000-talet till 1200-talet. Mikael sökte sig som ung till ett religiöst liv i Mār Barṣaumā, och efter att ha slutfört sina teologiska studier antogs han som munk.
När han var i 30-årsåldern utsågs han till arkimandrit, abbot för klostret och som dess överhuvud. Han ledde arbetet i klostret under nästan 10 års tid. Förutom de många administrativa uppgifter som följde av ämbetet, medverkade han i utökandet av biblioteket, uppförandet av nya byggnader, och återuppbyggnaden av vattenförsörjningssystemet så att det kunde tjäna också pilgrimerna. År 1166, vid 40 års ålder, utsågs Mikael till syrisk-ortodox patriark av Antiokia och han innehade detta ämbete fram till sin död år 1199.
Mikael var känd som en produktiv författare och historiker redan innan han utsågs till patriark. Han avstod från att utnämnas till biskop av Amed, dagens Diyarbakır, år 1165, eftersom han ville ha mer tid över för att studera och skriva. När patriark Athanasios VII avled år 1166 var Mikael en av tre kandidater till ämbetet, trots att han först inte ville kandidera eftersom han ansåg att kyrkan brottades med alltför svåra problem. Efter att som villkor för sin kandidatur ha ställt som krav att få genomföra ett antal förändringar i syfte att stärka kyrkan, blev han efter hård strid vald till patriark, och 28 biskopar deltog i invigningsceremonin den 18 oktober 1166.
Mikael I lät som en av sina första åtgärder satsa på att stärka banden med det grekisk-ortodoxa patriarkatet av Alexandria, det latinska patriarkatet av Jerusalem och det latinska patriarkatet av Antiokia. Under sin ämbetstid lade Mikael mycket kraft på att reformera den syrisk-ortodoxa kyrkan. Han lät reformera ritualerna, utforma en gudomlig liturgi, och författa en skrift som utgjorde grunden för kyrkans trosbekännelse.
Mikael var en man av principer och han vände sig mot den slappa livsstil han ansåg att vissa biskopar hade och den ordning som medgav att vissa präster kunde köpa sig till en biskopsutnämning. Hans principfasthet ledde också till konflikter och flera av hans lärjungar satte sig upp emot honom. Ett uppror bland munkar stött av ett antal tidigare biskopar som Mikael hade avsatt, ledde till att en patriark utnämndes i Kilikien i förhoppningen att denne skulle kunna utöva jurisdiktion över syrier bosatta i Kilikien. Detta ledde till ytterligare konflikter och gjorde Mikael så frustrerad att han ville avgå vid synoden år 1193, något som kyrkorådet sade nej till.
Mikael var uppskattad och aktad som en lärd man och teolog, även utanför kyrkan. Som patriark var han väl sedd hos andra kyrkor och av den världsliga makten, även i korsfararstaterna fastän han inte samtyckte till korstågen. Den politiska situationen krävde att han höll sig väl med såväl de romerska kejsarna som de muslimska emirerna.
Utanför sin egen kyrka åtnjöt Mikael högt anseende till följd av sin karaktär och sina stora kunskaper och han kom senare att benämnas ”den store”. Han ledde den syrisk-ortodoxa kyrkan i en svår tid, där abbasidernas makt var i avtagande och korsfararna erövrade nya områden.
Patriark Mikael I dog den 7 november 1199 i Mār Barṣaumā. Han begravdes i klostret vid den nordliga delen av altaret i klosterkyrkan.

## Mikaels krönika

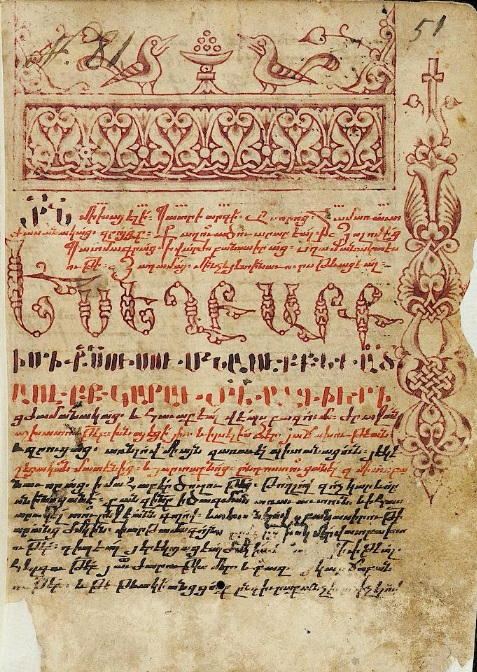
Handskrift från 1432 med den armeniska översättningen av Mikaels syriska krönika.

Mikaels mest betydande verk var hans världskrönika, Syrisk krönika, som avsåg att skildra mänsklighetens historia ända från skapelsen fram till Mikaels egen tid år 1195. Det är ett omfattande verk som består av 21 böcker och det kan vara västvärldens längsta medeltida krönika. Mikael påstås ha arbetat med den i hela femtio år, men det är inte säkert känt när han påbörjade sitt arbete och om han vid den tiden redan hade utnämnts till patriark. Den syriska handskriften är indelad i två eller tre kolumner i vilka återges 1) den politiska och militära historien, 2) kyrkohistorien och 3) övrigt blandat material i form av anekdoter och dylikt. Det faktum att krönikan är så lång och så omständligt framställd i tre kolumner där händelserna ofta överlappar varandra, kan vara orsaken till att den syriska originaltexten inte kom att kopieras och att i dag endast en syrisk handskrift från år 1598 finns bevarad; en handskrift som är en avskrift från en förlaga från mitten av 1500-talet. Den syriska texten finns i en äldre översättning till franska gjord av Jean Baptiste Chabot, och i en nyöversättning till engelska av Matti Moosa. Verket översattes till armeniska i två versioner, den ena färdigställd år 1246 (eller 1229), den andra år 1248, och av dessa finns ett 60-tal handskrifter bevarade, där den äldsta är från år 1273. Denna text är förkortad och sammanarbetad till en enda sammanhängande berättelse som är mindre än hälften så omfångsrik som den syriska texten. Mycket av det som berör Syriens historia saknas medan annat om Armenien har tillkommit. Den armeniska texten finns utgiven i översättning till franska och som online-text i översättning till engelska. Det finns även en arabisk översättning av verket från år 1759, men denna har ännu inte vetenskapligt studerats.
Krönikan följer Eusebios av Caesareas sätt att organisera framställningen. Mikael strävar efter att skildra hur imperier har avlöst varandra, med särskilt fokus riktat mot Syrien, Mesopotamien och Iran. Källorna till denna krönika är delvis obekanta, men Mikael återger många äldre texter som inte är bevarade någon annanstans. Mikael uppger i sin krönika många av dessa källor. Han förlitade sig i huvudsak på skrivna källor och han citerade och skrev av långa partier av andras verk mer eller mindre ordagrant, ofta också markerade var citaten började och slutade. Närmare 25 sådana författare går att identifiera.
Mikael förlitade sig i stor omfattning på följande källor: Eusebios av Caesarea (från skapelsen till Konstantin den store), Sokrates Scholastikos och Theodoretos av Kyrros (från Konstantin till konciliet i Efesos år 431), Zacharias Rhetor, biskop av Mytilene (från konciliet till Justinus II:s tillträde år 565), den syriske kyrkohistorikern Kyros av Batnae (från år 565 till Tiberios II:s död år 582), den numera försvunna krönikan skriven av Dionysius I av Tel-Mahre (från kejsar Maurikios installation år 582 till kejsar Theofilos död år 842/3). Dionysius uppger i sin tur (enligt det Mikael citerar) att han bygger på Theofilos av Edessas (695–785) likaså förlorade krönika. Mikael bygger också på Johannes från Efesos (från början av 300-talet till slutet av 500-talet), Jakob av Edessa (en fortsättning av Eusebios världskrönika Chronicon från ca år 325 fram till ca år 700), Johannes från Litarbe (fram till slutet av 600-talet), Ignatius III av Melitene (fram till slutet av tiohundratalet), Basileios från Edessa (från 1118 till 1143), Johannes från Kaisum (fram till senare delen av 1100-talet) och Dionysios bar Salibi (fram till senare delen av 1100-talet). Själv uppger Mikael i sitt förord fler källor, däribland, och utöver de tidigare nämnda, också Julius Africanus, Hegesippos och munken Annianos av Alexandria (verksam i början av 500-talet) som sina källor fram till kejsar Konstantin. Han säger sig också bygga på den bysantinske historikern Zosimos (verksam ca 490–510).
Däremot verkar Mikael helt ha förlitat sig på syriska källor, även när han återger exempelvis grekiska författare som Eusebios. Med andra ord byggde han på äldre syriska krönikörers sammanställningar och syriska översättningar av verk från andra språk. Och även om han ofta redovisar sina källor går det inte att avgöra om han använt källan direkt eller genom någon annans framställan. I de fall hans källor hade motstridig information redogjorde han för de olika uppfattningarna, dock utan att som dagens historiker försöka värdera källorna.
Mikael skriver krönikan i enlighet med den teknik som var rådande på medeltiden för kristna krönikor. Hans modell är den som Eusebios av Caesarea utformat och förfinat i sin bok Chronicon. Stilen är apologetisk och polemisk och syftet är att jämföra den judisk-kristna historieskrivningen med övrig i en kronologisk ordning för att kunna påvisa kristendomens överhöghet. Tiden sågs som linjär och Gud kunde manifestera sig kontinuerligt genom historien. I likhet med Eusebios förlitar sig Mikael på skrivna källor.
Samtidigt utvecklade Mikael en helt egen historieskildringsteknik, genom att i tre horisontella uppställningar (som bara återfinns i den syriska handskriften) skildra tre löpande berättelser, med den världsliga historien om rikens uppgång och fall i en kolumn i mitten, händelser ur kyrkohistorien i en kolumn till vänster och mer oväsentliga mindre händelser och mirakler i en spalt till höger.
På grund av de svårigheter församlingarna i Edessa och Aleppo upplevt, kom under senare delen av 1100-talet en stark oro att breda ut sig inom den syrisk-ortodoxa gemenskapen över att Gud trots allt kanske inte hade kontroll över historien. En sådan syn kan leda till förlust av själva grunden för att vara en kristen minoritet. Den ende som tar upp den dispyt som uppkommit om Guds vara eller icke-vara inom historien är Mikael, och han ger sin syn på saken: Gud låter människan göra det hon vill; dock ingriper Gud på det sätt han finner för gott; allestädes närvarande men omöjlig att förstå. Mikaels hela verk har till syfte att visa att det är Gud som har skapat historien.